# Grotta delle Trabacche
La grotta delle Trabacche o ipogeo delle Trabacche è una necropoli a sud-ovest di Ragusa in Sicilia.
Il sito è divenuto famoso perché venne girato l'episodio della serie televisiva Il Commissario Montalbano Il cane di terracotta (2000). Il sito è noto sin dalla fine del XVIII secolo a seguito dell'esplorazione del viaggiatore Jean-Pierre Houël che fornì la prima planimetria e i disegni degli ambienti. Agli inizi del XX secolo venne studiato da F. Pennavaria, poi Mercurelli, e negli anni 80 del secolo scorso studiato da G. Di Stefano, V. Rizzone e S. Scerra.
L'interno presenta due tombe a baldacchino, molto simili a quelle della vicina contrada Cisternazzi, assieme a una serie di tombe a fossa. Il complesso è datato al IV secolo d.C. Nell'ipogeo sono presenti due cameroni con pareti di arcosoli. Si contano 58 sarcofagi, 11 tombe a fossa e 7 tombe per infanti.
Il toponimo Trabacche potrebbe riferirsi al baldacchino che in arabo è tabaqa.